# 瑞浪市

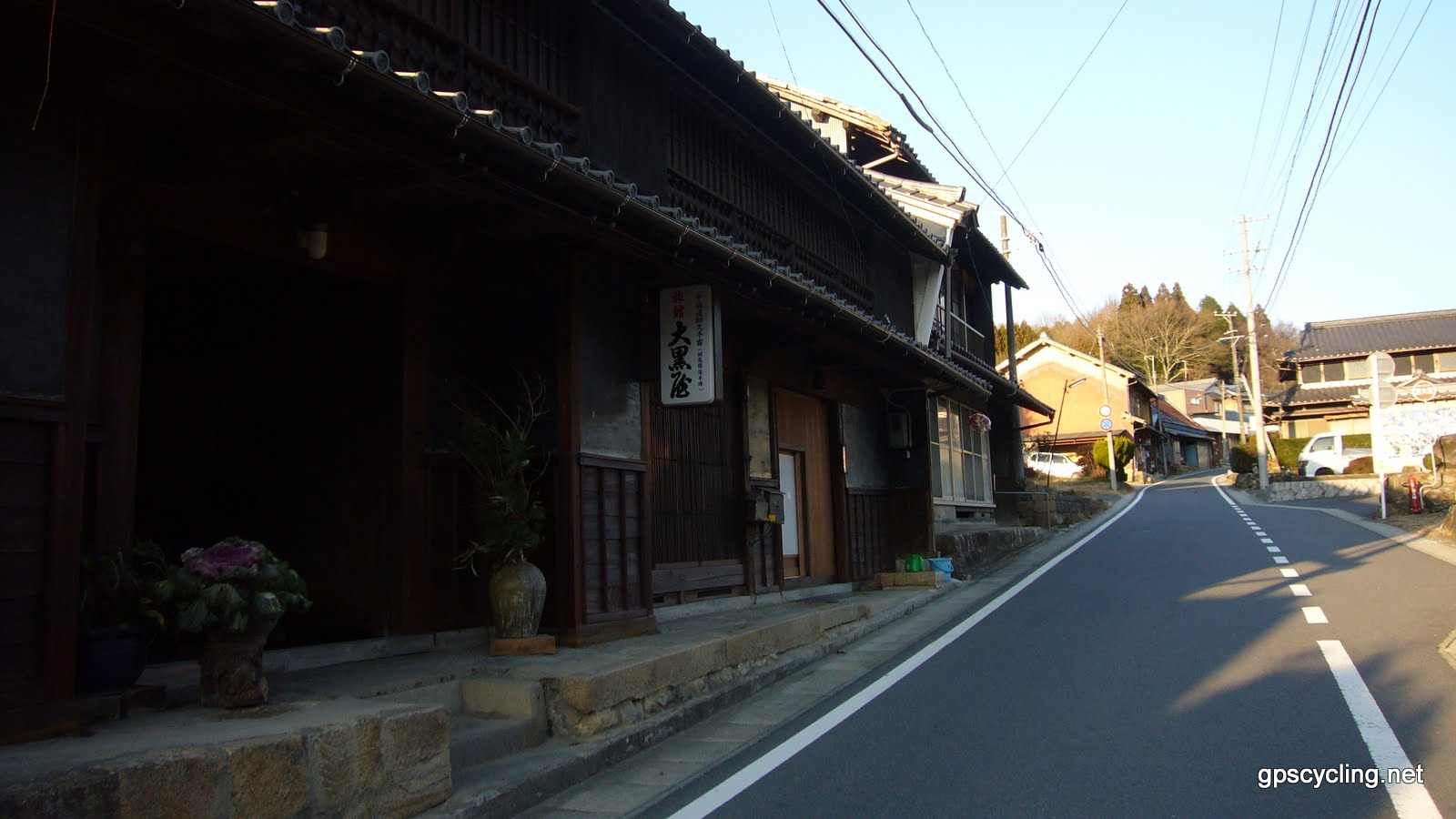
中山道細久手宿

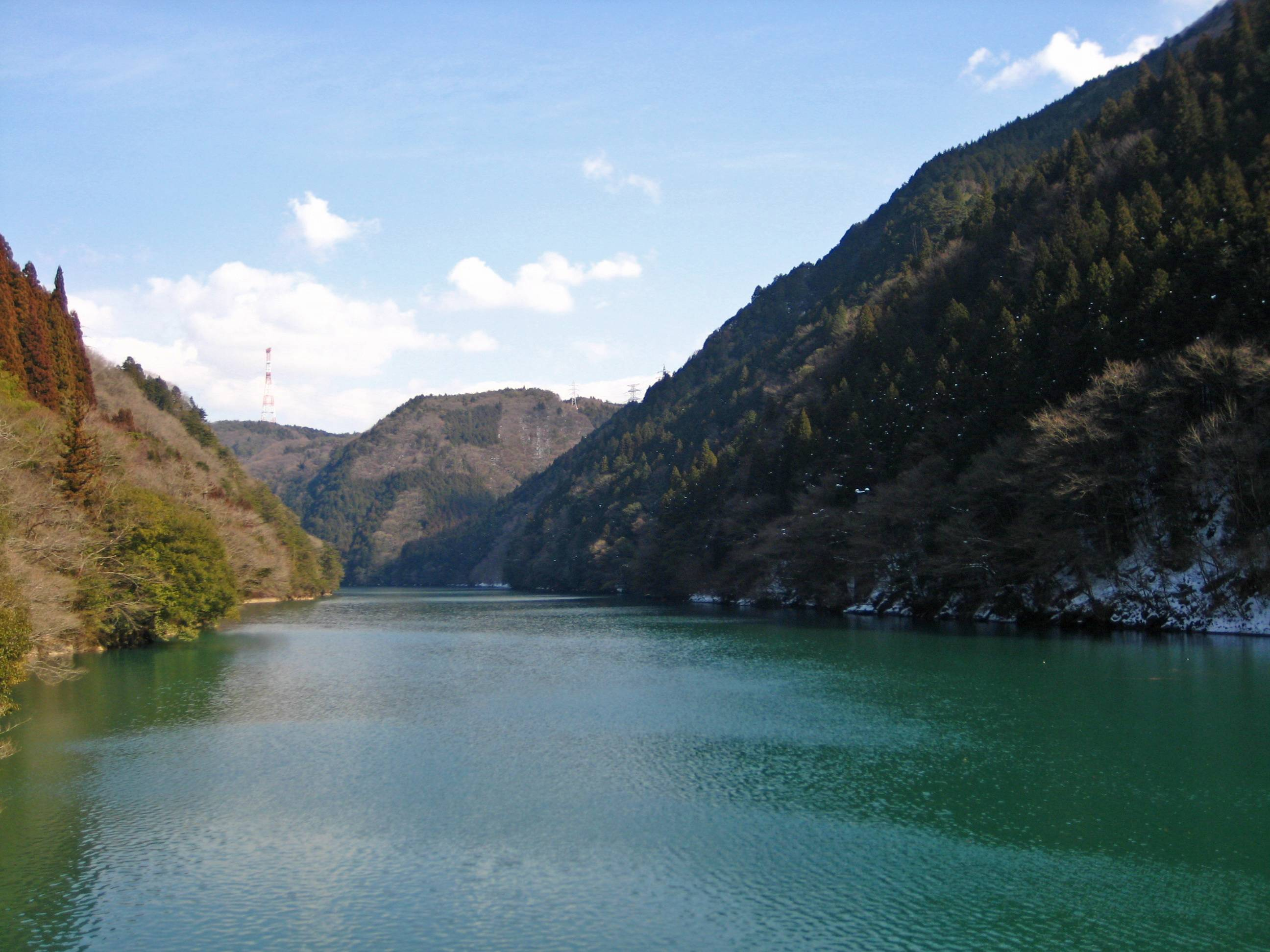
笠置ダム

瑞浪市（みずなみし）は、岐阜県南東部に位置する市。美濃焼、中山道の宿場、化石などで知られる歴史と文化のまちである。

## 地名
瑞浪の地名は、瑞浪土岐町の前身である瑞浪村ができるとき、水の南（土岐川の南）の意味と瑞穂の浪打つ町という意味で瑞浪という名がつくられた。瑞浪市が成立する際、旧瑞浪町の推す「瑞浪市」案と旧土岐町の推す「土岐市」案とで分かれたが、瑞浪町勢力の方が強く瑞浪市と命名された。日本国有鉄道（国鉄）瑞浪駅の駅名も影響したとされる。

## 地理

### 山
- 屏風山

### 河川
- 木曽川
- 土岐川
  - 小里川
  - 日吉川
  - 万尺川

### 湖
- 小里川湖
- 笠置湖
- 松野湖

### 隣接している自治体

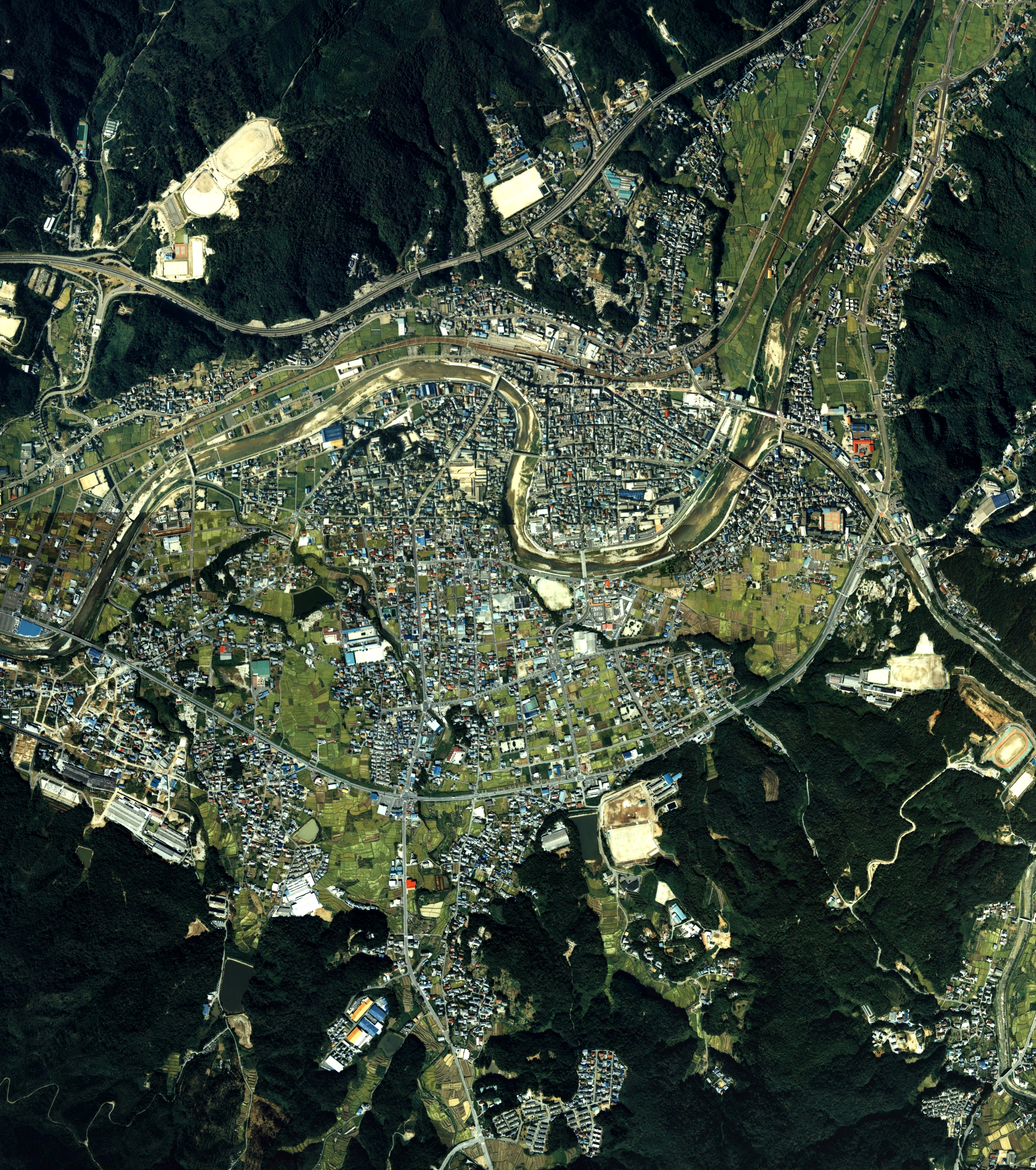
瑞浪市中心部周辺の空中写真。1987年撮影の6枚を合成作成。。

岐阜県
- 恵那市
- 土岐市
- 可児郡御嵩町
- 加茂郡八百津町

愛知県
- 豊田市

## 人口
| |                                        |  |
| 瑞浪市と全国の年齢別人口分布（2005年） | 瑞浪市の年齢・男女別人口分布（2005年） |  |
| ■紫色 ― 瑞浪市 ■緑色 ― 日本全国 | ■青色 ― 男性 ■赤色 ― 女性              |  |
| 瑞浪市（に相当する地域）の人口の推移 \| 1970年（昭和45年） \| 38,279人 \| \| \| 1975年（昭和50年） \| 39,374人 \| \| \| 1980年（昭和55年） \| 40,066人 \| \| \| 1985年（昭和60年） \| 40,078人 \| \| \| 1990年（平成2年） \| 41,006人 \| \| \| 1995年（平成7年） \| 42,003人 \| \| \| 2000年（平成12年） \| 42,298人 \| \| \| 2005年（平成17年） \| 42,065人 \| \| \| 2010年（平成22年） \| 40,387人 \| \| \| 2015年（平成27年） \| 38,730人 \| \| \| 2020年（令和2年） \| 37,150人 \| \| |                                        |  |
| 総務省統計局 国勢調査より |                                        |  |
| 1970年（昭和45年） | 38,279人                               |  |
| 1975年（昭和50年） | 39,374人                               |  |
| 1980年（昭和55年） | 40,066人                               |  |
| 1985年（昭和60年） | 40,078人                               |  |
| 1990年（平成2年） | 41,006人                               |  |
| 1995年（平成7年） | 42,003人                               |  |
| 2000年（平成12年） | 42,298人                               |  |
| 2005年（平成17年） | 42,065人                               |  |
| 2010年（平成22年） | 40,387人                               |  |
| 2015年（平成27年） | 38,730人                               |  |
| 2020年（令和2年） | 37,150人                               |  |

## 歴史
- 明治5年 (1872年）5月 - 一日市場村・清水村・市原村・大草村が神箆村に合併。
- 明治7年 (1874年）9月 - 宿村（現・瑞浪市釜戸町）が改称して釜戸宿村となる。
- 明治8年 (1875年）1月 - 以下の各村の統合が行われる。
  - 日吉村 ← 半原村、本郷村、深沢村、平岩村、宿洞村、白倉村、田高戸村、松野村、宿村、北野村、細久手村、志月村、南垣外村
  - 小里村 ← 羽広村、須之宮村、小里村
  - 土岐村 ← 猿子村、神箆村
  - 釜戸村 ← 釜戸宿村、公文垣内村、中切村、大島村、上平村、荻島村、平山村
- 明治12年（1879年）2月18日 - 岐阜県で郡区町村編成法が施行となる。

### 町村制施行以降の沿革
- 明治22年（1889年）7月1日 - 町村制の施行により以下の町村が発足。
  - 土岐郡 寺河戸村、小田村、山田村、土岐村、日吉村、山野内村、戸狩村、月吉村（それぞれ単独村制）
  - 土岐郡 稲津村 ← 小里村、萩原村
  - 土岐郡 余戸村 ← 釜戸村、大湫村
  - 恵那郡 猿爪村、水上村、大川村（それぞれ単独村制）
- 明治30年（1897年）4月1日
  - 土岐郡 山野内村・戸狩村・月吉村・河合村が合併して土岐郡 明世村が発足。
  - 土岐郡 寺河戸村・山田村・小田村が合併して土岐郡 瑞浪村が発足。
  - 恵那郡 猿爪村、水上村、大川村が合併して恵那郡 陶村が発足。
- 大正9年（1920年）5月1日 - 瑞浪村が町制施行して土岐郡 瑞浪町となる。
- 大正10年（1921年）7月1日 - 土岐郡 余戸村が分割し、一部（旧・釜戸村）に 土岐郡 釜戸村が、残部（旧・大湫村）に土岐郡 大湫村がそれぞれ発足[1]。（6町12村）
- 大正15年（1926年)
  - 4月1日 - 土岐村が町制施行して土岐郡 土岐町となる。
- 昭和7年（1932年)10月1日 -恵那郡 陶村が町制施行して恵那郡 陶町となる。
- 昭和26年（1951年）4月1日 - 瑞浪町・土岐町が合併して土岐郡 瑞浪土岐町が発足。
- 昭和29年（1954年）4月1日 - 土岐郡 瑞浪土岐町・稲津村・釜戸村・大湫村・日吉村および明世村の一部（月吉・山野内・戸狩）が、恵那郡 陶町と合併して瑞浪市が発足。明世村の残部（河合）が泉町に編入。
- 平成14年（2002年）7月1日 - 東濃西部3市1町（瑞浪市、土岐市、多治見市、土岐郡笠原町）を枠組みとする東濃西部合併協議会が設置される。
- 平成16年（2004年）1月25日 - 東濃西部の合併に関する住民投票が行われ、笠原町以外の3市で合併反対が賛成を大きく上回り、その結果を受け合併計画は白紙となる。

### 変遷表
| 明治元年          | 明治5年5月        | 明治7年9月           | 明治8年1月      | 明治12年 2月18日 郡区町村 編成法施行 | 明治22年 7月1日 町村制 施行 | 明治30年 4月1日 | 大正9年 5月1日     | 大正10年 7月1日 | 大正15年 4月1日    | 昭和7年 10月1日  | 昭和26年 4月1日   | 昭和29年 4月1日    | 昭和30年 2月1日 | 現在   |
| ----------------- | ----------------- | -------------------- | --------------- | ------------------------------------ | --------------------------- | --------------- | ------------------ | --------------- | ------------------ | ---------------- | ----------------- | ------------------ | --------------- | ------ |
| 土岐郡 河合村     | 土岐郡 河合村     | 土岐郡 河合村        | 土岐郡 河合村   | 土岐郡 河合村                        | 土岐郡 河合村               | 土岐郡 明世村   | 土岐郡 明世村      | 土岐郡 明世村   | 土岐郡 明世村      | 土岐郡 明世村    | 土岐郡 明世村     | 土岐郡 泉町 に編入 | 土岐市          | 土岐市 |
| 土岐郡 戸狩村     | 土岐郡 戸狩村     | 土岐郡 戸狩村        | 土岐郡 戸狩村   | 土岐郡 戸狩村                        | 土岐郡 戸狩村               | 土岐郡 明世村   | 土岐郡 明世村      | 土岐郡 明世村   | 土岐郡 明世村      | 土岐郡 明世村    | 土岐郡 明世村     | 瑞浪市             | 瑞浪市          | 瑞浪市 |
| 土岐郡 山野内村   | 土岐郡 山野内村   | 土岐郡 山野内村      | 土岐郡 山野内村 | 土岐郡 山野内村                      | 土岐郡 山野内村             | 土岐郡 明世村   | 土岐郡 明世村      | 土岐郡 明世村   | 土岐郡 明世村      | 土岐郡 明世村    | 土岐郡 明世村     | 瑞浪市             | 瑞浪市          | 瑞浪市 |
| 土岐郡 月吉村     | 土岐郡 月吉村     | 土岐郡 月吉村        | 土岐郡 月吉村   | 土岐郡 月吉村                        | 土岐郡 月吉村               | 土岐郡 明世村   | 土岐郡 明世村      | 土岐郡 明世村   | 土岐郡 明世村      | 土岐郡 明世村    | 土岐郡 明世村     | 瑞浪市             | 瑞浪市          | 瑞浪市 |
| 土岐郡 小田村     | 土岐郡 小田村     | 土岐郡 小田村        | 土岐郡 小田村   | 土岐郡 小田村                        | 土岐郡 小田村               | 土岐郡 瑞浪村   | 町制 土岐郡 瑞浪町 | 土岐郡 瑞浪町   | 土岐郡 瑞浪町      | 土岐郡 瑞浪町    | 土岐郡 瑞浪土岐町 | 瑞浪市             | 瑞浪市          | 瑞浪市 |
| 土岐郡 山田村     | 土岐郡 山田村     | 土岐郡 山田村        | 土岐郡 山田村   | 土岐郡 山田村                        | 土岐郡 山田村               | 土岐郡 瑞浪村   | 町制 土岐郡 瑞浪町 | 土岐郡 瑞浪町   | 土岐郡 瑞浪町      | 土岐郡 瑞浪町    | 土岐郡 瑞浪土岐町 | 瑞浪市             | 瑞浪市          | 瑞浪市 |
| 土岐郡 寺河戸村   | 土岐郡 寺河戸村   | 土岐郡 寺河戸村      | 土岐郡 寺河戸村 | 土岐郡 寺河戸村                      | 土岐郡 寺河戸村             | 土岐郡 瑞浪村   | 町制 土岐郡 瑞浪町 | 土岐郡 瑞浪町   | 土岐郡 瑞浪町      | 土岐郡 瑞浪町    | 土岐郡 瑞浪土岐町 | 瑞浪市             | 瑞浪市          | 瑞浪市 |
| 土岐郡 猿子村     | 土岐郡 猿子村     | 土岐郡 猿子村        | 土岐郡 土岐村   | 土岐郡 土岐村                        | 土岐郡 土岐村               | 土岐郡 土岐村   | 土岐郡 土岐村      | 土岐郡 土岐村   | 町制 土岐郡 土岐町 | 土岐郡 土岐町    | 土岐郡 瑞浪土岐町 | 瑞浪市             | 瑞浪市          | 瑞浪市 |
| 土岐郡 神箆村     | 土岐郡 神箆村     | 土岐郡 神箆村        | 土岐郡 土岐村   | 土岐郡 土岐村                        | 土岐郡 土岐村               | 土岐郡 土岐村   | 土岐郡 土岐村      | 土岐郡 土岐村   | 町制 土岐郡 土岐町 | 土岐郡 土岐町    | 土岐郡 瑞浪土岐町 | 瑞浪市             | 瑞浪市          | 瑞浪市 |
| 土岐郡 一日市場村 | 土岐郡 神箆村     | 土岐郡 神箆村        | 土岐郡 土岐村   | 土岐郡 土岐村                        | 土岐郡 土岐村               | 土岐郡 土岐村   | 土岐郡 土岐村      | 土岐郡 土岐村   | 町制 土岐郡 土岐町 | 土岐郡 土岐町    | 土岐郡 瑞浪土岐町 | 瑞浪市             | 瑞浪市          | 瑞浪市 |
| 土岐郡 清水村     | 土岐郡 神箆村     | 土岐郡 神箆村        | 土岐郡 土岐村   | 土岐郡 土岐村                        | 土岐郡 土岐村               | 土岐郡 土岐村   | 土岐郡 土岐村      | 土岐郡 土岐村   | 町制 土岐郡 土岐町 | 土岐郡 土岐町    | 土岐郡 瑞浪土岐町 | 瑞浪市             | 瑞浪市          | 瑞浪市 |
| 土岐郡 市原村     | 土岐郡 神箆村     | 土岐郡 神箆村        | 土岐郡 土岐村   | 土岐郡 土岐村                        | 土岐郡 土岐村               | 土岐郡 土岐村   | 土岐郡 土岐村      | 土岐郡 土岐村   | 町制 土岐郡 土岐町 | 土岐郡 土岐町    | 土岐郡 瑞浪土岐町 | 瑞浪市             | 瑞浪市          | 瑞浪市 |
| 土岐郡 大草村     | 土岐郡 神箆村     | 土岐郡 神箆村        | 土岐郡 土岐村   | 土岐郡 土岐村                        | 土岐郡 土岐村               | 土岐郡 土岐村   | 土岐郡 土岐村      | 土岐郡 土岐村   | 町制 土岐郡 土岐町 | 土岐郡 土岐町    | 土岐郡 瑞浪土岐町 | 瑞浪市             | 瑞浪市          | 瑞浪市 |
| 土岐郡 半原村     | 土岐郡 半原村     | 土岐郡 半原村        | 土岐郡 日吉村   | 土岐郡 日吉村                        | 土岐郡 日吉村               | 土岐郡 日吉村   | 土岐郡 日吉村      | 土岐郡 日吉村   | 土岐郡 日吉村      | 土岐郡 日吉村    | 土岐郡 日吉村     | 瑞浪市             | 瑞浪市          | 瑞浪市 |
| 土岐郡 本郷村     | 土岐郡 本郷村     | 土岐郡 本郷村        | 土岐郡 日吉村   | 土岐郡 日吉村                        | 土岐郡 日吉村               | 土岐郡 日吉村   | 土岐郡 日吉村      | 土岐郡 日吉村   | 土岐郡 日吉村      | 土岐郡 日吉村    | 土岐郡 日吉村     | 瑞浪市             | 瑞浪市          | 瑞浪市 |
| 土岐郡 深沢村     | 土岐郡 深沢村     | 土岐郡 深沢村        | 土岐郡 日吉村   | 土岐郡 日吉村                        | 土岐郡 日吉村               | 土岐郡 日吉村   | 土岐郡 日吉村      | 土岐郡 日吉村   | 土岐郡 日吉村      | 土岐郡 日吉村    | 土岐郡 日吉村     | 瑞浪市             | 瑞浪市          | 瑞浪市 |
| 土岐郡 平岩村     | 土岐郡 平岩村     | 土岐郡 平岩村        | 土岐郡 日吉村   | 土岐郡 日吉村                        | 土岐郡 日吉村               | 土岐郡 日吉村   | 土岐郡 日吉村      | 土岐郡 日吉村   | 土岐郡 日吉村      | 土岐郡 日吉村    | 土岐郡 日吉村     | 瑞浪市             | 瑞浪市          | 瑞浪市 |
| 土岐郡 宿洞村     | 土岐郡 宿洞村     | 土岐郡 宿洞村        | 土岐郡 日吉村   | 土岐郡 日吉村                        | 土岐郡 日吉村               | 土岐郡 日吉村   | 土岐郡 日吉村      | 土岐郡 日吉村   | 土岐郡 日吉村      | 土岐郡 日吉村    | 土岐郡 日吉村     | 瑞浪市             | 瑞浪市          | 瑞浪市 |
| 土岐郡 白倉村     | 土岐郡 白倉村     | 土岐郡 白倉村        | 土岐郡 日吉村   | 土岐郡 日吉村                        | 土岐郡 日吉村               | 土岐郡 日吉村   | 土岐郡 日吉村      | 土岐郡 日吉村   | 土岐郡 日吉村      | 土岐郡 日吉村    | 土岐郡 日吉村     | 瑞浪市             | 瑞浪市          | 瑞浪市 |
| 土岐郡 田高戸村   | 土岐郡 田高戸村   | 土岐郡 田高戸村      | 土岐郡 日吉村   | 土岐郡 日吉村                        | 土岐郡 日吉村               | 土岐郡 日吉村   | 土岐郡 日吉村      | 土岐郡 日吉村   | 土岐郡 日吉村      | 土岐郡 日吉村    | 土岐郡 日吉村     | 瑞浪市             | 瑞浪市          | 瑞浪市 |
| 土岐郡 松野村     | 土岐郡 松野村     | 土岐郡 松野村        | 土岐郡 日吉村   | 土岐郡 日吉村                        | 土岐郡 日吉村               | 土岐郡 日吉村   | 土岐郡 日吉村      | 土岐郡 日吉村   | 土岐郡 日吉村      | 土岐郡 日吉村    | 土岐郡 日吉村     | 瑞浪市             | 瑞浪市          | 瑞浪市 |
| 土岐郡 宿村       | 土岐郡 宿村       | 土岐郡 宿村          | 土岐郡 日吉村   | 土岐郡 日吉村                        | 土岐郡 日吉村               | 土岐郡 日吉村   | 土岐郡 日吉村      | 土岐郡 日吉村   | 土岐郡 日吉村      | 土岐郡 日吉村    | 土岐郡 日吉村     | 瑞浪市             | 瑞浪市          | 瑞浪市 |
| 土岐郡 北野村     | 土岐郡 北野村     | 土岐郡 北野村        | 土岐郡 日吉村   | 土岐郡 日吉村                        | 土岐郡 日吉村               | 土岐郡 日吉村   | 土岐郡 日吉村      | 土岐郡 日吉村   | 土岐郡 日吉村      | 土岐郡 日吉村    | 土岐郡 日吉村     | 瑞浪市             | 瑞浪市          | 瑞浪市 |
| 土岐郡 細久手村   | 土岐郡 細久手村   | 土岐郡 細久手村      | 土岐郡 日吉村   | 土岐郡 日吉村                        | 土岐郡 日吉村               | 土岐郡 日吉村   | 土岐郡 日吉村      | 土岐郡 日吉村   | 土岐郡 日吉村      | 土岐郡 日吉村    | 土岐郡 日吉村     | 瑞浪市             | 瑞浪市          | 瑞浪市 |
| 土岐郡 志月村     | 土岐郡 志月村     | 土岐郡 志月村        | 土岐郡 日吉村   | 土岐郡 日吉村                        | 土岐郡 日吉村               | 土岐郡 日吉村   | 土岐郡 日吉村      | 土岐郡 日吉村   | 土岐郡 日吉村      | 土岐郡 日吉村    | 土岐郡 日吉村     | 瑞浪市             | 瑞浪市          | 瑞浪市 |
| 土岐郡 南垣外村   | 土岐郡 南垣外村   | 土岐郡 南垣外村      | 土岐郡 日吉村   | 土岐郡 日吉村                        | 土岐郡 日吉村               | 土岐郡 日吉村   | 土岐郡 日吉村      | 土岐郡 日吉村   | 土岐郡 日吉村      | 土岐郡 日吉村    | 土岐郡 日吉村     | 瑞浪市             | 瑞浪市          | 瑞浪市 |
| 土岐郡 小里村     | 土岐郡 小里村     | 土岐郡 小里村        | 土岐郡 小里村   | 土岐郡 小里村                        | 土岐郡 稲津村               | 土岐郡 稲津村   | 土岐郡 稲津村      | 土岐郡 稲津村   | 土岐郡 稲津村      | 土岐郡 稲津村    | 土岐郡 稲津村     | 瑞浪市             | 瑞浪市          | 瑞浪市 |
| 土岐郡 羽広村     | 土岐郡 羽広村     | 土岐郡 羽広村        | 土岐郡 小里村   | 土岐郡 小里村                        | 土岐郡 稲津村               | 土岐郡 稲津村   | 土岐郡 稲津村      | 土岐郡 稲津村   | 土岐郡 稲津村      | 土岐郡 稲津村    | 土岐郡 稲津村     | 瑞浪市             | 瑞浪市          | 瑞浪市 |
| 土岐郡 須之宮村   | 土岐郡 須之宮村   | 土岐郡 須之宮村      | 土岐郡 小里村   | 土岐郡 小里村                        | 土岐郡 稲津村               | 土岐郡 稲津村   | 土岐郡 稲津村      | 土岐郡 稲津村   | 土岐郡 稲津村      | 土岐郡 稲津村    | 土岐郡 稲津村     | 瑞浪市             | 瑞浪市          | 瑞浪市 |
| 土岐郡 萩原村     | 土岐郡 萩原村     | 土岐郡 萩原村        | 土岐郡 萩原村   | 土岐郡 萩原村                        | 土岐郡 稲津村               | 土岐郡 稲津村   | 土岐郡 稲津村      | 土岐郡 稲津村   | 土岐郡 稲津村      | 土岐郡 稲津村    | 土岐郡 稲津村     | 瑞浪市             | 瑞浪市          | 瑞浪市 |
| 土岐郡 宿村       | 土岐郡 宿村       | 改称 土岐郡 釜戸宿村 | 土岐郡 釜戸村   | 土岐郡 釜戸村                        | 土岐郡 余戸村               | 土岐郡 余戸村   | 土岐郡 釜戸村      | 土岐郡 釜戸村   | 土岐郡 釜戸村      | 土岐郡 釜戸村    | 土岐郡 釜戸村     | 瑞浪市             | 瑞浪市          | 瑞浪市 |
| 土岐郡 公文垣内村 | 土岐郡 公文垣内村 | 土岐郡 公文垣内村    | 土岐郡 釜戸村   | 土岐郡 釜戸村                        | 土岐郡 余戸村               | 土岐郡 余戸村   | 土岐郡 釜戸村      | 土岐郡 釜戸村   | 土岐郡 釜戸村      | 土岐郡 釜戸村    | 土岐郡 釜戸村     | 瑞浪市             | 瑞浪市          | 瑞浪市 |
| 土岐郡 中切村     | 土岐郡 中切村     | 土岐郡 中切村        | 土岐郡 釜戸村   | 土岐郡 釜戸村                        | 土岐郡 余戸村               | 土岐郡 余戸村   | 土岐郡 釜戸村      | 土岐郡 釜戸村   | 土岐郡 釜戸村      | 土岐郡 釜戸村    | 土岐郡 釜戸村     | 瑞浪市             | 瑞浪市          | 瑞浪市 |
| 土岐郡 大島村     | 土岐郡 大島村     | 土岐郡 大島村        | 土岐郡 釜戸村   | 土岐郡 釜戸村                        | 土岐郡 余戸村               | 土岐郡 余戸村   | 土岐郡 釜戸村      | 土岐郡 釜戸村   | 土岐郡 釜戸村      | 土岐郡 釜戸村    | 土岐郡 釜戸村     | 瑞浪市             | 瑞浪市          | 瑞浪市 |
| 土岐郡 上平村     | 土岐郡 上平村     | 土岐郡 上平村        | 土岐郡 釜戸村   | 土岐郡 釜戸村                        | 土岐郡 余戸村               | 土岐郡 余戸村   | 土岐郡 釜戸村      | 土岐郡 釜戸村   | 土岐郡 釜戸村      | 土岐郡 釜戸村    | 土岐郡 釜戸村     | 瑞浪市             | 瑞浪市          | 瑞浪市 |
| 土岐郡 荻島村     | 土岐郡 荻島村     | 土岐郡 荻島村        | 土岐郡 釜戸村   | 土岐郡 釜戸村                        | 土岐郡 余戸村               | 土岐郡 余戸村   | 土岐郡 釜戸村      | 土岐郡 釜戸村   | 土岐郡 釜戸村      | 土岐郡 釜戸村    | 土岐郡 釜戸村     | 瑞浪市             | 瑞浪市          | 瑞浪市 |
| 土岐郡 平山村     | 土岐郡 平山村     | 土岐郡 平山村        | 土岐郡 釜戸村   | 土岐郡 釜戸村                        | 土岐郡 余戸村               | 土岐郡 余戸村   | 土岐郡 釜戸村      | 土岐郡 釜戸村   | 土岐郡 釜戸村      | 土岐郡 釜戸村    | 土岐郡 釜戸村     | 瑞浪市             | 瑞浪市          | 瑞浪市 |
| 土岐郡 大湫村     | 土岐郡 大湫村     | 土岐郡 大湫村        | 土岐郡 大湫村   | 土岐郡 大湫村                        | 土岐郡 余戸村               | 土岐郡 余戸村   | 土岐郡 釜戸村      | 土岐郡 大湫村   | 土岐郡 大湫村      | 土岐郡 大湫村    | 土岐郡 大湫村     | 瑞浪市             | 瑞浪市          | 瑞浪市 |
| 恵那郡 大川村     | 恵那郡 大川村     | 恵那郡 大川村        | 恵那郡 大川村   | 恵那郡 大川村                        | 恵那郡 大川村               | 恵那郡 陶村     | 恵那郡 陶村        | 恵那郡 陶村     | 恵那郡 陶村        | 町制 恵那郡 陶町 | 恵那郡 陶町       | 瑞浪市             | 瑞浪市          | 瑞浪市 |
| 恵那郡 水上村     | 恵那郡 水上村     | 恵那郡 水上村        | 恵那郡 水上村   | 恵那郡 水上村                        | 恵那郡 水上村               | 恵那郡 陶村     | 恵那郡 陶村        | 恵那郡 陶村     | 恵那郡 陶村        | 町制 恵那郡 陶町 | 恵那郡 陶町       | 瑞浪市             | 瑞浪市          | 瑞浪市 |
| 恵那郡 猿爪村     | 恵那郡 猿爪村     | 恵那郡 猿爪村        | 恵那郡 猿爪村   | 恵那郡 猿爪村                        | 恵那郡 猿爪村               | 恵那郡 陶村     | 恵那郡 陶村        | 恵那郡 陶村     | 恵那郡 陶村        | 町制 恵那郡 陶町 | 恵那郡 陶町       | 瑞浪市             | 瑞浪市          | 瑞浪市 |

## 行政
- 市長：水野光二（2007年7月27日就任、5期目）

### 歴代市長
| 代   | 氏名     | 就任   | 退任   | 備考 |
| ---- | -------- | ------ | ------ | ---- |
| 初代 | 清水快導 | 1954年 | 1955年 | 1期  |
| 2代  | 溝口掬   | 1955年 | 1959年 | 2期  |
| 3代  | 大島義雄 | 1959年 | 1963年 | 1期  |
| 4代  | 加藤亮一 | 1963年 | 1967年 | 1期  |
| 5代  | 渡辺遥三 | 1967年 | 1979年 | 3期  |
| 6代  | 足立達夫 | 1979年 | 1987年 | 2期  |
| 7代  | 安藤三郎 | 1987年 | 1995年 | 2期  |
| 8代  | 高嶋芳男 | 1995年 | 2007年 | 3期  |
| 9代  | 水野光二 | 2007年 | 現職   | 5期  |

## 議会

### 市議会
- 定数：16人
- 任期：2023年2月22日 － 2027年2月21日
- 議長：成瀬徳夫 (新政みずなみ)
- 副議長：奥村一仁 (新政みずなみ)

| 会派名       | 議席数 | 議員名 |
| ------------ | ------ | --- |
| 新政みずなみ | 14     | 福永泰子、奥村一仁、棚町潤、柴田幸一郎、三輪田幸泰、辻正之、樋田翔太、渡邉康弘、大久保京子、小木曽光佐子、成瀬徳夫、熊谷隆男、加藤輔之、柴田増三 |
| 公明党       | 1      | 榛葉利広 |
| 日本共産党   | 1      | 犬塚利彦 |

### 衆議院
- 選挙区：岐阜5区 （多治見市、中津川市、瑞浪市、恵那市、土岐市）
- 任期：2024年10月27日 - 2028年10月26日
- 投票日：2024年10月27日
- 当日有権者数：263,919人
- 投票率：59.51％

| 当落 | 候補者名 | 年齢 | 所属党派     | 新旧別 | 得票数   | 重複 |
| ---- | -------- | ---- | ------------ | ------ | -------- | ---- |
| 当   | 古屋圭司 | 71   | 自由民主党   | 前     | 73,679票 | ○    |
| 比当 | 眞野哲   | 42   | 立憲民主党   | 新     | 58.973票 | ○    |
|      | 山田良司 | 64   | 日本維新の会 | 元     | 19.973票 | ○    |

## 経済

### 商業
主な商業施設
- エディオン 瑞浪店
- オークワ 瑞浪店
- ケーズデンキ 瑞浪店
- ゲンキー
  - 瑞浪店
  - 瑞浪稲津店
- コメリ
  - 瑞浪稲津店
  - 瑞浪土岐店
- バロー
  - 瑞浪店
  - 瑞浪中央店
  - 陶店
- ピアゴ 瑞浪店
- ヤマダ電機 瑞浪店

## 姉妹都市・友好都市

### 海外
- 醴陵市（中華人民共和国 湖南省）[2]
- ゼルプ（ドイツ連邦共和国 バイエルン州）[2]

### 国内
- 高浜市（愛知県）
  - 1989年（平成元年）姉妹都市提携
- 藤枝市（静岡県）
  - 2022年（令和4年）島好都市提携

## 教育

### 大学
私立
- 中京学院大学

### 短期大学
私立
- 中京学院大学中京短期大学部

### 専修学校
私立
- 日本プロスポーツ専門学校

### 高等学校
県立
- 岐阜県立瑞浪高等学校

私立
- 中京高等学校
- 麗澤瑞浪高等学校※中高併設

### 中学校
市立
- 瑞浪市立瑞浪中学校
- 瑞浪市立瑞浪北中学校
- 瑞浪市立瑞浪南中学校

私立
- 麗澤瑞浪中学校※中高併設

### 小学校
市立
- 瑞浪市立瑞浪小学校
- 瑞浪市立土岐小学校
- 瑞浪市立明世小学校
- 瑞浪市立陶小学校
- 瑞浪市立稲津小学校
- 瑞浪市立釜戸小学校
- 瑞浪市立日吉小学校

## 公共施設

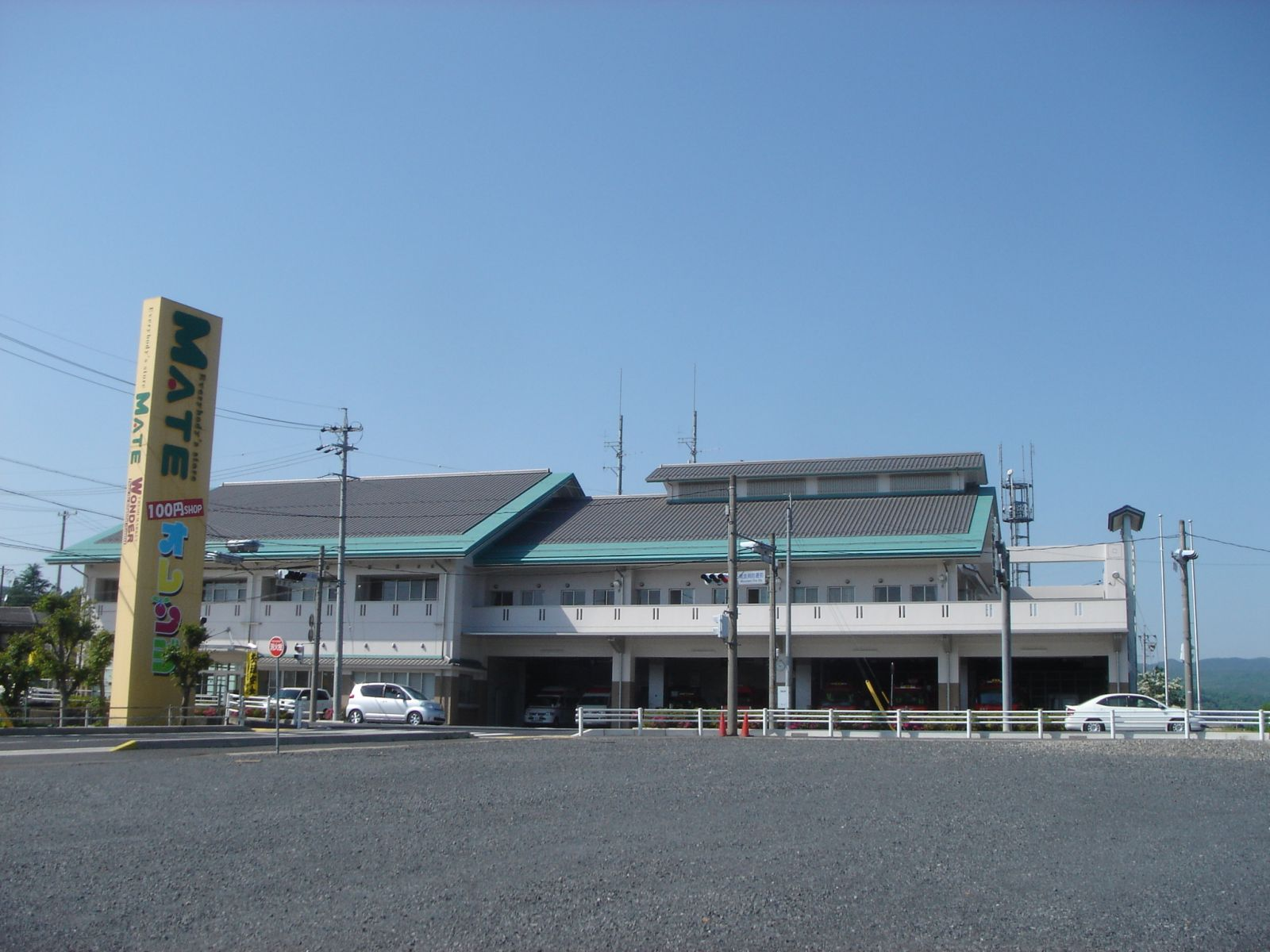
瑞浪市消防本部

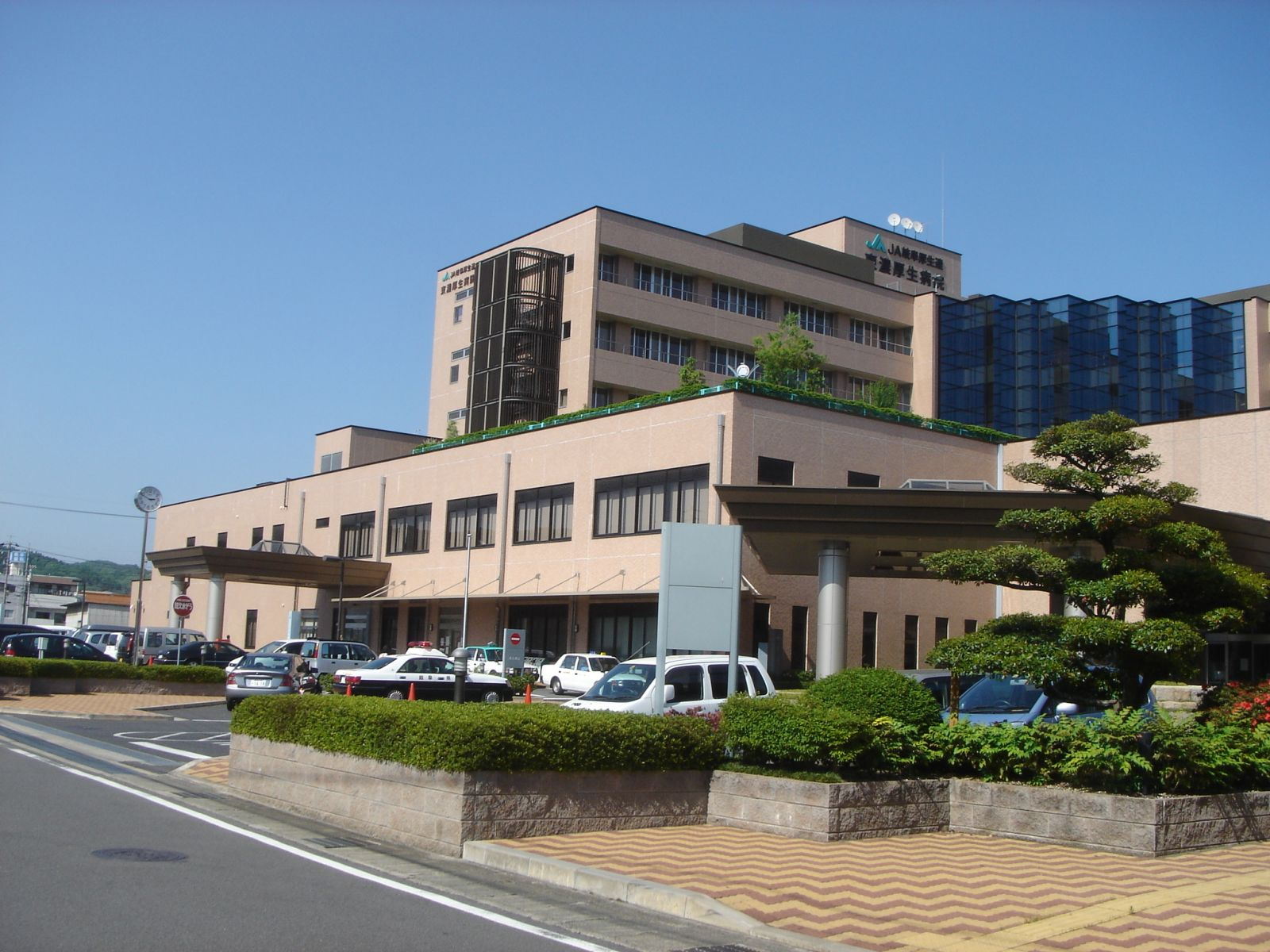
東濃厚生病院

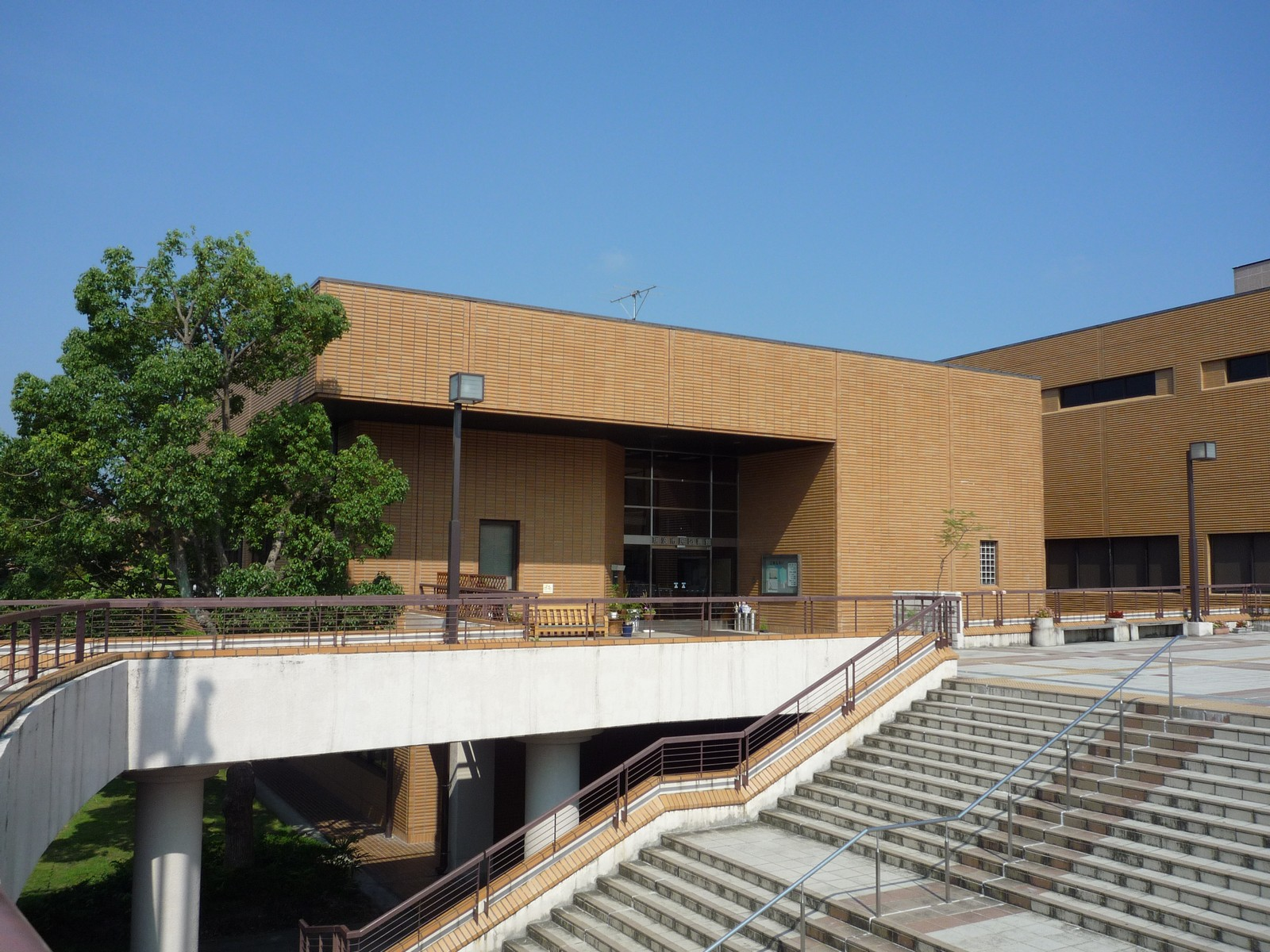
瑞浪市民図書館

### 市役所・コミュニティセンター
- 瑞浪市役所
  - 稲津コミュニティーセンター
  - 釜戸コミュニティーセンター
  - 大湫コミュニティーセンター
  - 日吉コミュニティーセンター
  - 陶コミュニティーセンター

### 消防
- 瑞浪市消防本部
  - 瑞浪市消防署
    - 陶分署

### 警察
- 多治見警察署（本署は多治見市）
  - 瑞浪交番
  - 陶警察官駐在所
  - 日吉警察官駐在所
  - 釜戸警察官駐在所
  - 稲津警察官駐在所

### 医療
- 東濃厚生病院
- 大湫病院
- 瑞浪病院

### 文化
- 瑞浪市総合文化センター
  - 瑞浪市中央公民館
  - 瑞浪市民図書館
- 瑞浪市化石博物館
- 瑞浪市陶磁資料館
- 市之瀬廣太記念美術館
- 瑞浪市地球回廊
- 岐阜県先端科学技術体験センター（サイエンスワールド）
- 瑞浪市窯業技術研究所

### スポーツ
- 瑞浪市民体育館
- 瑞浪市民野球場
- 瑞浪市民テニスコート
- 瑞浪市民競技場
- 瑞浪市民アーチェリー場
- 瑞浪市民弓道場

## 交通

### 鉄道

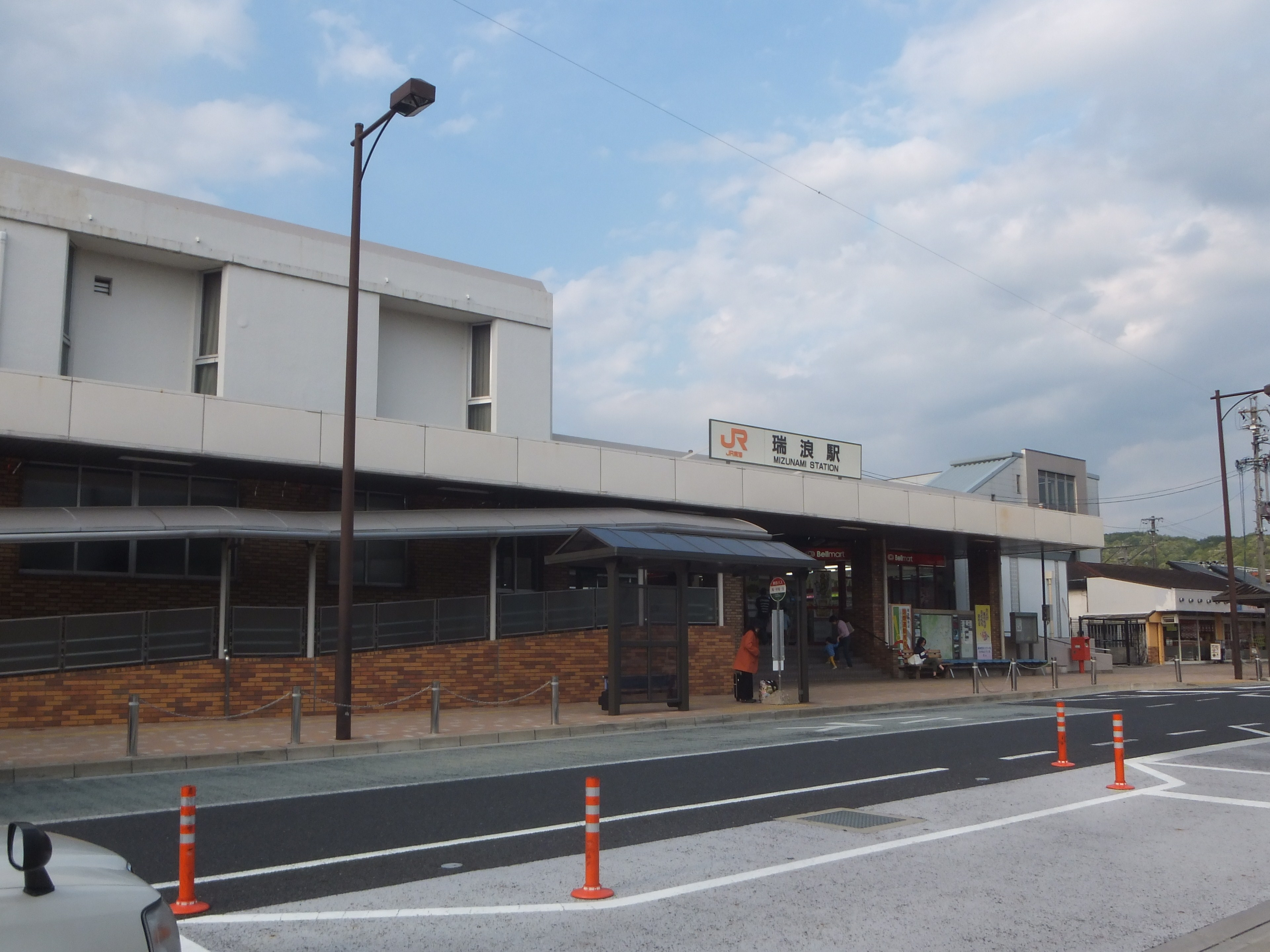
瑞浪駅

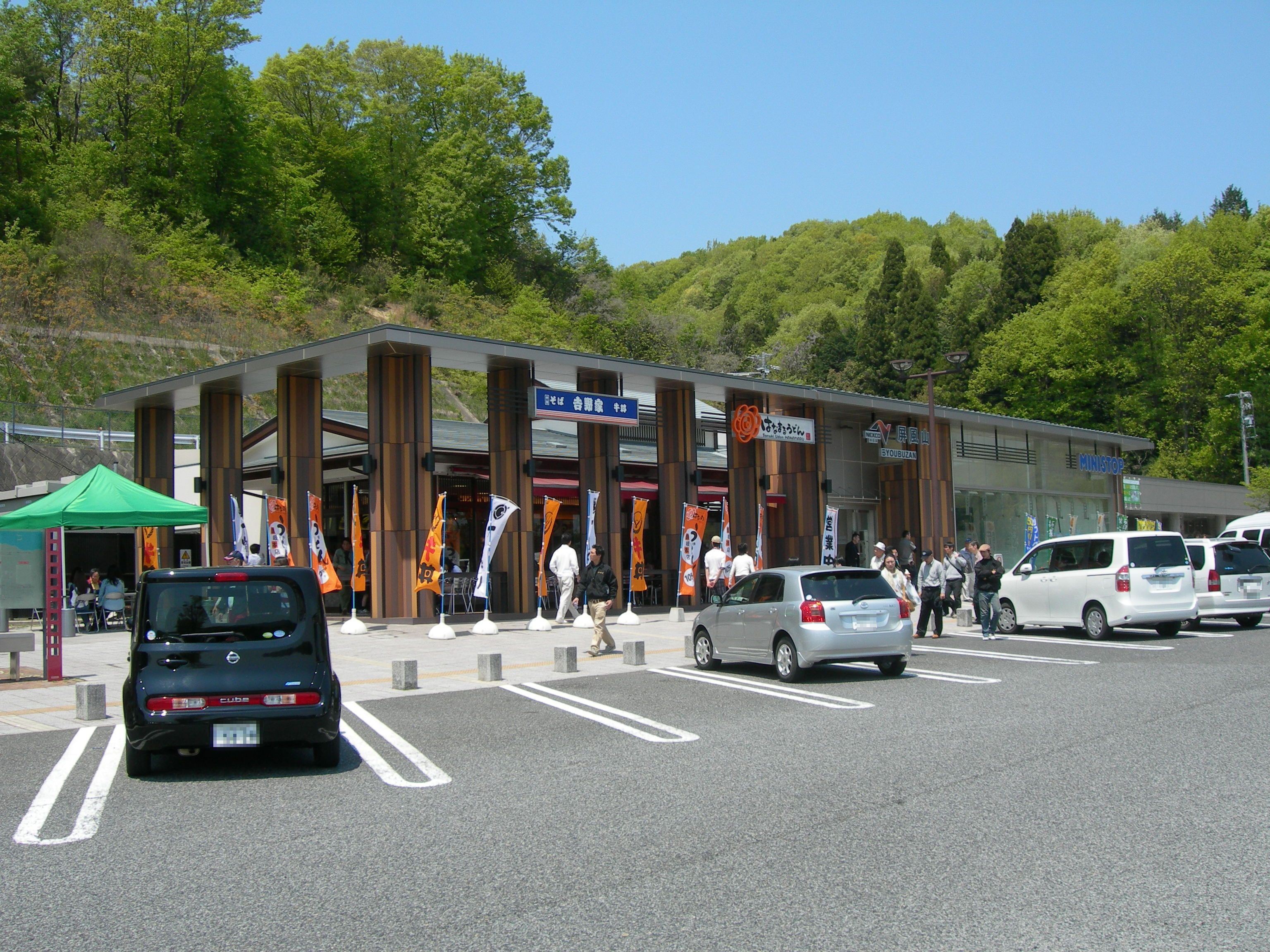
屏風山PA

市の中心となる駅：瑞浪駅
東海旅客鉄道（JR東海）
- 中央本線：釜戸駅 - 瑞浪駅

### バス
- 東濃鉄道バス
- 瑞浪市コミュニティバス（平和コーポレーション委託）

### デマンド交通
- 瑞浪市デマンド交通

### 道路
高速道路
- 中央自動車道：瑞浪IC - 屏風山PA

国道
- 国道19号
- 国道21号
- 国道363号
- 国道419号

県道
- 岐阜県道20号瑞浪大野瀬線
- 岐阜県道33号瑞浪上矢作線
- 岐阜県道65号恵那御嵩線
- 岐阜県道66号多治見恵那線
- 岐阜県道352号大西瑞浪線
- 岐阜県道366号飛騨木曽川公園線
- 岐阜県道386号上山田寺河戸線
- 岐阜県道394号大湫恵那線
- 岐阜県道412号恵那八百津線
- 岐阜県道421号武並土岐多治見線

## 観光

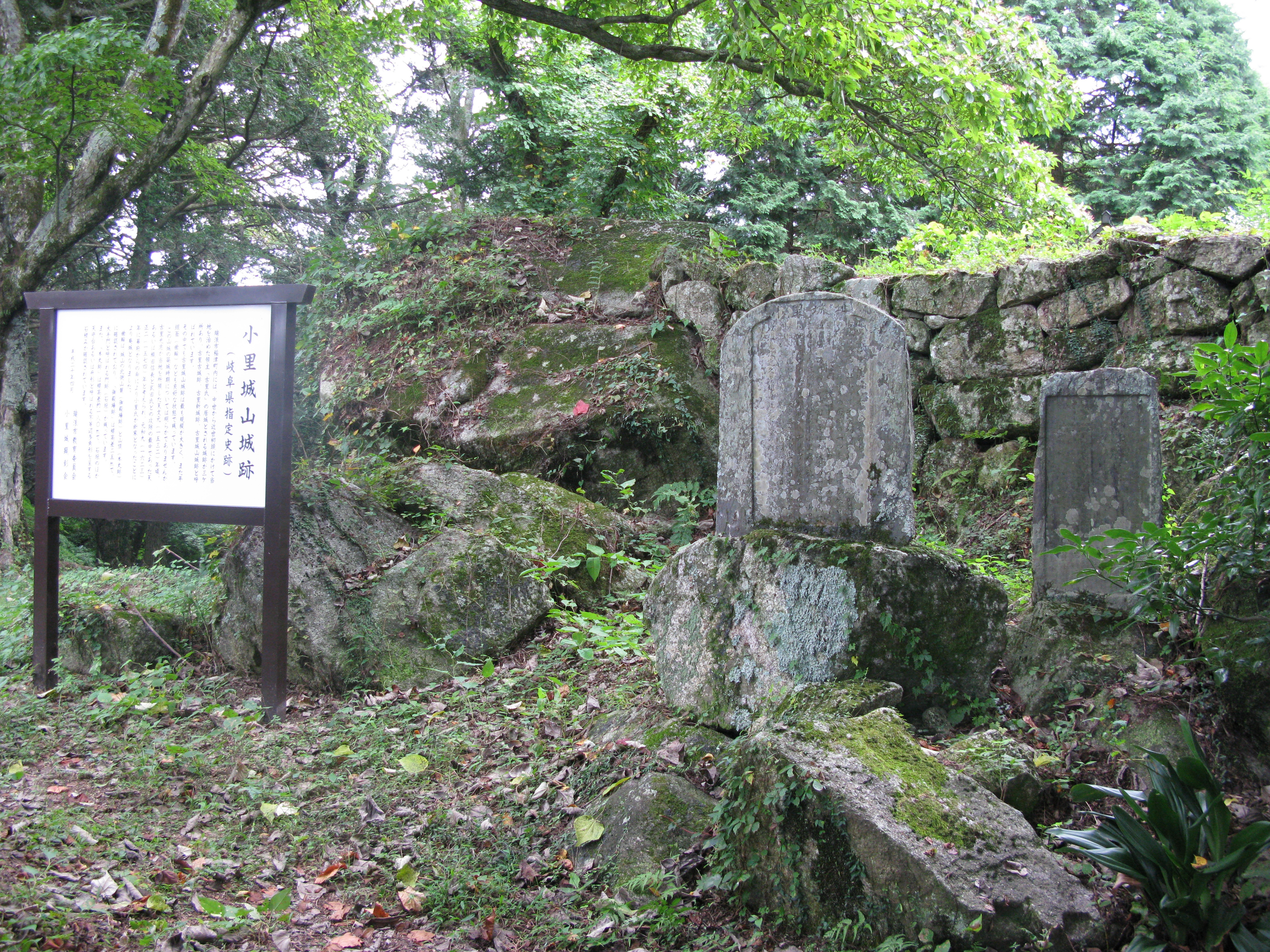
小里城

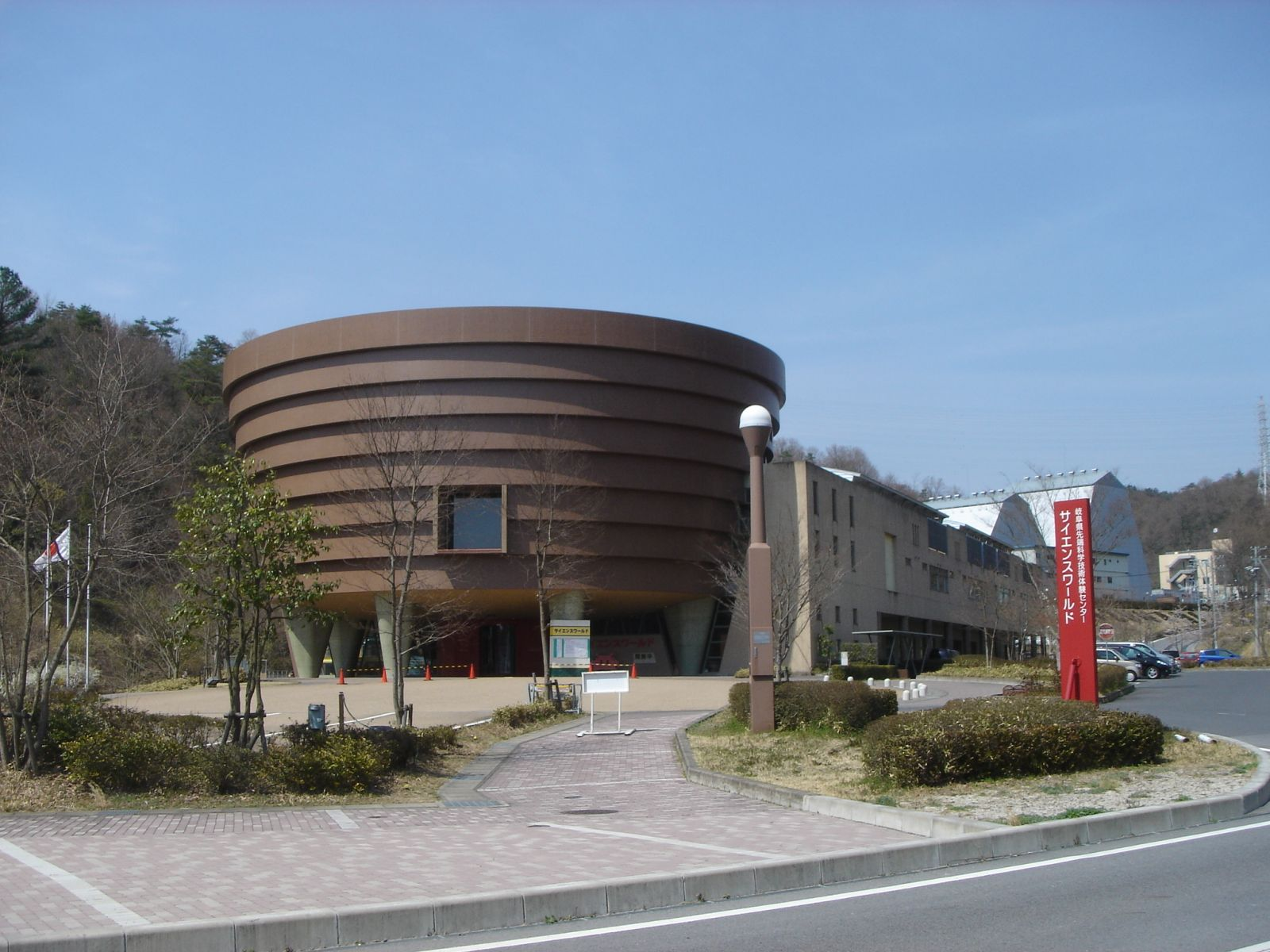
岐阜県先端科学技術体験センター

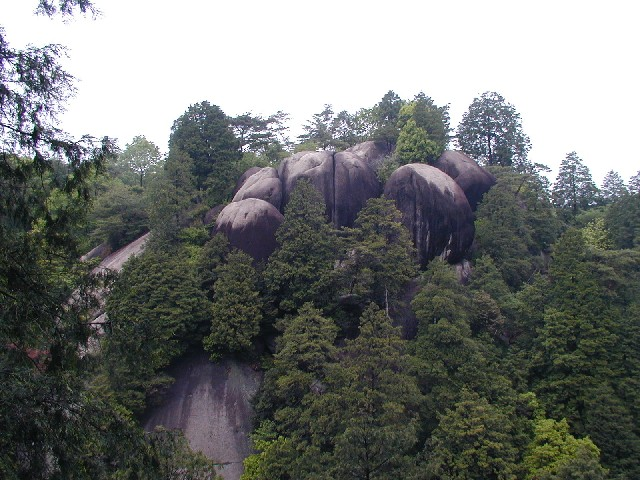
鬼岩公園・れんげ岩

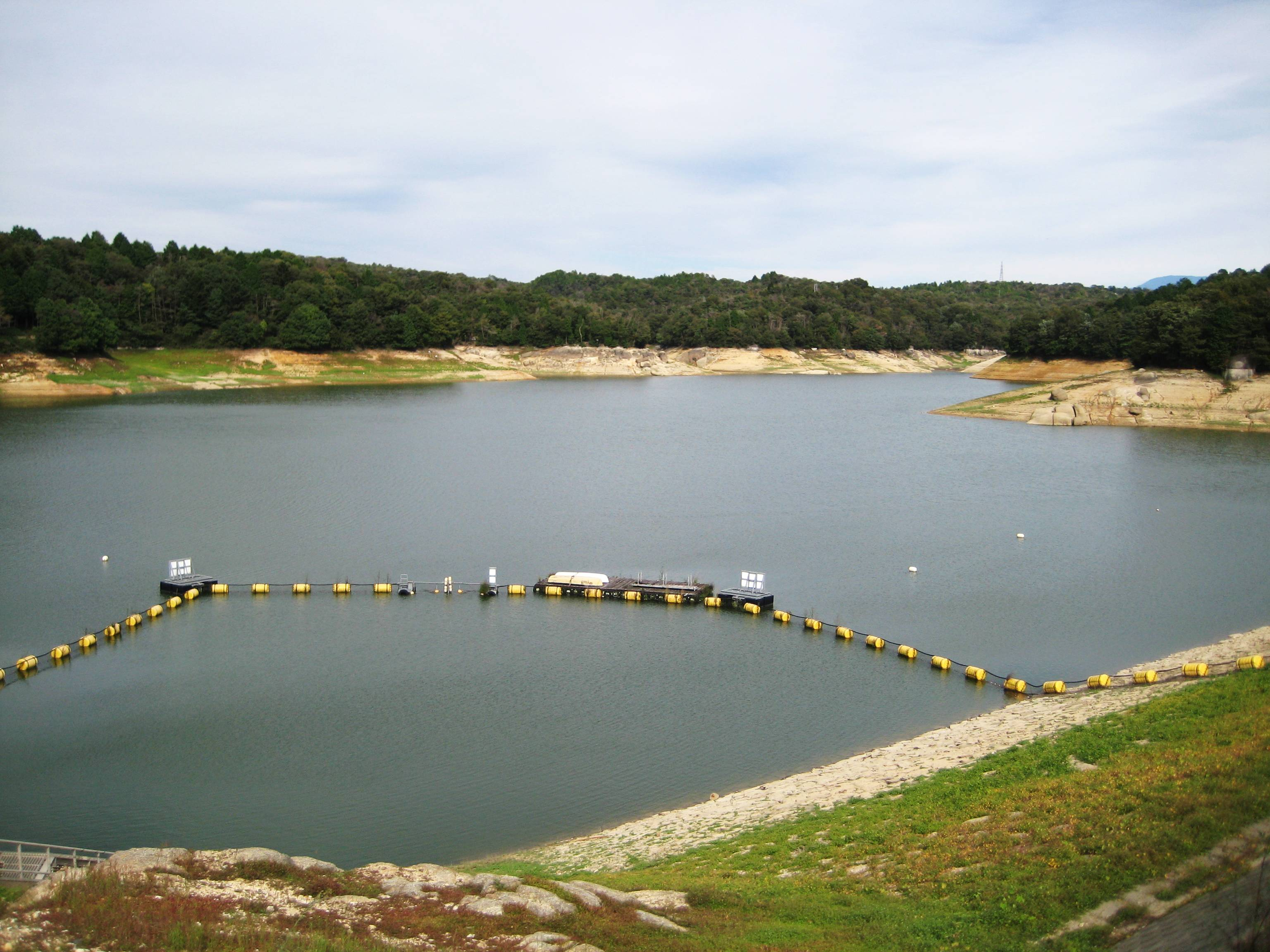
松野湖

### 名所・旧跡
主な城郭
- 小里城
- 鶴ヶ城 (美濃国)

## 寺院
日吉町
- 開元院
- 慈照寺
- 増福寺

釜戸町
- 天猷寺
- 光春院
- 寶珠寺

土岐町
- 正源寺
- 信光寺
- 禅躰寺
- 大通寺
- 桜堂薬師

明世町戸狩
- 清耒寺
- 一乗院

明世町山野内
- 明白寺

明世町月吉
- 大應寺

宮前町
- 寶林寺

一色町
- 清光院

西小田町
- 通源寺

北小田町
- 正宗寺

山田町
- 旭王寺
- 長見寺

稲津町小里
- 興禅寺

陶町猿爪
- 寶昌寺

陶町水上
- 淨圓寺

陶町大川
- 宗昌寺

## 主な神社
- 酒波神社
- 尋河神社
- 諏訪神社 (瑞浪市土岐町)
- 荷機稲荷神社
- 日吉神社 (瑞浪市宮前町)
- 神明神社 (瑞浪市山田町)
- 八幡神社 (瑞浪市山田町)
- 奥名神社
- 金毘羅神社 (瑞浪市土岐町)
- 津島神社 (瑞浪市土岐町)
- 白山神社 (瑞浪市日吉町)
- 貴船神社 (瑞浪市日吉町)
- 八王子神社 (瑞浪市陶町)
- 八剱神社 (瑞浪市北小田町)
- 若宮八幡神社 (瑞浪市稲津町)

## 宿場
- 中山道
  - 大湫宿
    - 森川訓行家住宅
    - 森川善章家住宅

  - 細久手宿

古墳･遺跡
- 荒神塚古墳
- 戸狩横穴古墳群
- 光善寺址

### 観光スポット
公園
- 瑞浪市民公園
  - 瑞浪市化石博物館
  - 瑞浪市陶磁資料館
  - 瑞浪市市之瀬廣太記念美術館
  - 瑞浪市地球回廊
- 鬼岩公園 - 鬼岩は国の名勝および天然記念物に指定。この岩山におよそ800年程昔、「関の太郎」という鬼人が住み、悪行の限りを尽くした。そのため、後白河法皇の命をうけた「纐纈源吾能康公」に依って誅伐されたという伝説が残る[3]。

文化施設
- 岐阜県先端科学技術体験センター（サイエンスワールド）
- 瑞浪市地球回廊（ジオフロント）

その他
- 鬼岩温泉
- 稲荷温泉
- 白狐温泉
- 松野湖
- 竜吟の滝（竜吟峡）
- 小里川ダム
- 世界一の陶製狛犬、茶壺（陶町大川）
- 世界一の大皿（稲津町小里）
- ゴルフ場が多く、市内14か所にある。
- 中島醸造・元禄十五年（1702年）より酒造業を営む老舗酒蔵。見学可能（要予約）
- 瑞浪鉱物展示館
- 月の宮 (瑞浪市)　明世町月吉にある祠。

## 祭事・催事
- 鬼岩福おに祭り
- 瑞浪美濃源氏七夕まつり[4]
- みずなみ陶土フェスタ

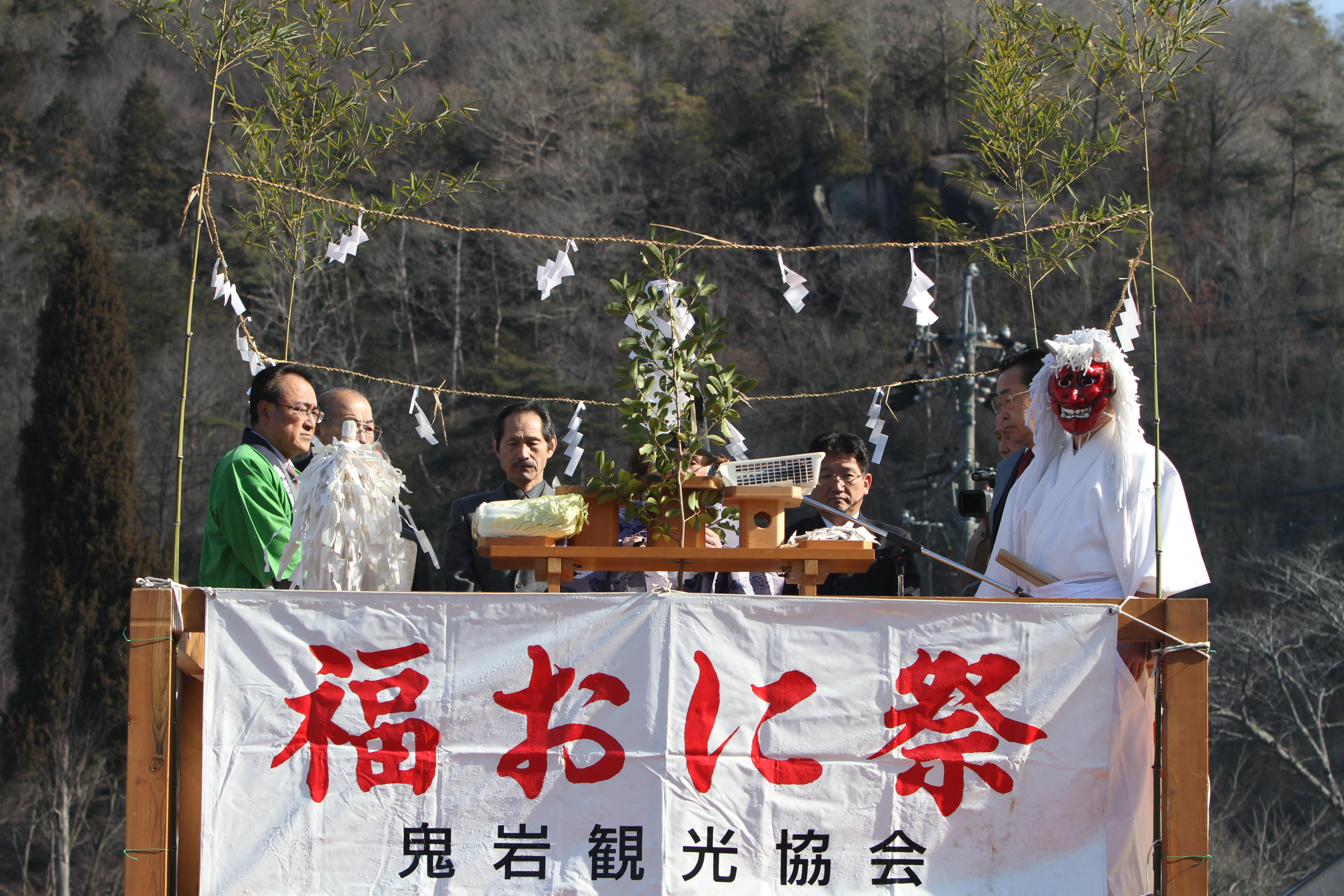
鬼岩福おに祭り

- 美濃歌舞伎納涼公演（美濃歌舞伎博物館 相生座）
- バサラカーニバル

## 瑞浪市を舞台とした作品
- 眼の壁・・・松本清張の小説。1958年に映画化され、市内でロケが行われた。

## 著名な出身者
- 加藤竜治（俳優）
- 加藤治文（医師）
- 古田正武（司法官僚）
- 宮地文一（教育者、政治家）
- 三輪嘉六（考古学者）
- 伊藤律（日本共産党政治局員）※広島県生まれ
- 佐井富子（女子プロレスラー）
- 磯貝正義（歴史学者）
- 足立達夫（政治家）
- 安藤三郎（政治家）
- 水野光二（政治家）
- 天野裕夫（彫刻家）
- 安藤順三（元プロ野球選手）
- 市之瀬廣太（彫刻家）
- 市之瀬進（陸上競技選手）
- 井箟重慶（実業家）
- 中田卓也（実業家）
- 木股昌俊（実業家）
- 岩島章博（バレーボール選手）
- 梶田孝道（社会学者）
- 加藤孝造（陶芸家、「瀬戸黒」人間国宝）
- 塚本三（名古屋市長、衆議院議員）
- 土屋統吾郎（映画監督）
- 中野文照（テニス選手）
- 藤井誠暢（レーサー）
- 笠井愛次郎（土木技師、実業家）

### 名誉市民
- 大島義雄[5] - 元瑞浪市長
- 渡邉遥三[5]- 元瑞浪市長
- 安達壽雄[5] - 中京高等学校創立者
- 加藤孝造[5] - 陶芸家　※多治見市及び可児市の名誉市民

## 市外局番
- 市内の大半の地域で0572（多治見MA）を使っているが、御嵩町に隣接する鬼岩地区は0574（美濃加茂MA）であり、他に0573（恵那MA）の地域もある。